# Simulium hessei
Simulium hessei är en tvåvingeart som beskrevs av Gibbins 1941. Simulium hessei ingår i släktet Simulium och familjen knott. Inga underarter finns listade i Catalogue of Life.